# Ангримани (Виченца)
Ангримани је насеље у Италији у округу Виченца, региону Венето.
Према процени из 2011. у насељу је живело 44 становника. Насеље се налази на надморској висини од 558 м.